# Szvath Tamás
Szvath Tamás (Kaposvár, 1976. március 10. –) magyar színész.

## Életpályája
Kaposváron született, 1976. március 10-én. Szülővárosában végezte iskoláit, a Berzsenyi, majd a Rákóczi Általános Iskola labdarúgó tagozatos osztályába járt. A Munkácsy Mihály Gimnáziumban érettségizett és közben a Vikár Béla vegyes karban énekelt. 1995-ben csoportos szereplőként szerződött a kaposvári Csiky Gergely Színházhoz, amely társulatnak azóta tagja.

## Fontosabb színházi szerepei
- William Shakespeare: Julius Caesar... Cinna
- William Shakespeare: IV. Henrik... Worcester
- William Shakespeare: Ahogy tetszik... Denis, Olivér inasa
- William Shakespeare: Minden jó, ha vége jó... Loic Dumain, Georges Dumain öccse
- Carlo Goldoni: A chioggai csetepaté... Aljegyző
- Lev Nyikolajevics Tolsztoj: A sötétség hatalma... Vőlegény
- Ion Luca Caragiale: Karnebál... Pincér; Rendőrbiztos
- Brian Friel: Philadelphia, nincs más út!... Joe
- Brian Friel: Pogánytánc... Michael – narrátor
- Marin Držić: Dundo Maroje avagy Darabos Mihály kalandjai... Béla, kocsmáros
- Dušan Kovačević: A maratoni futók díszkört futnak... Eltaposott ember
- Witold Gombrowicz: Yvonne, burgundi hercegnő... Ignác király
- Bohumil Hrabal: Szigorúan ellenőrzött vonatok... Slušný; Vonatvezető; SS-katona
- Michael Frayn: Veszett fejsze... Szapáry Tibor, kellékes
- Marius von Mayenburg: A csúnya... Karlmann, Lette asszisztense
- Georges Feydeau: A hülyéje... Victor, londiner
- Petőfi Sándor: A helység kalapácsa... Bíró
- Tóth Ede: A falu rossza... Jóska, béres
- Csiky Gergely: Buborékok... Bangó úr, kereskedősegéd
- Szép Ernő: Vőlegény... Lala, a hetedik gimnazista
- Molnár Ferenc: Játék a kastélyban... Titkár
- Molnár Ferenc: Liliom... Hollunder fiú
- Móricz Zsigmond: Rokonok... Imrike
- Móricz Zsigmond – Kocsák Tibor – Miklós Tibor: Légy jó mindhalálig... Gyéres tanár úr
- Barta Lajos: Szerelem... Postás
- Gádor Béla: Othello Gyulaházán... Mókuci, bennfentes
- Örkény István: Kulcskeresők... Gyászhuszár
- Vajda Katalin: Anconai szerelmesek... Adolfo
- Réthly Attila: Szabadaz Á... Rendezőasszisztens
- Deres Péter – Fábri Zoltán – Móra Ferenc: Hannibál tanár úr... Altiszt
- Németh Ákos: Müller táncosai... szereplő
- Tasnádi István: Finito... Bak Tamás. HSC operatőr
- Matuz János: Amint a mennyben... TV-riporter
- Dömötör Tamás: Emberfarm... Tónika
- Jacques Offenbach: Szép Heléna... Ajax II.
- Tim Rice – Andrew Lloyd Webber: Jézus Krisztus Szupersztár... Pap
- Stendhal – Tolcsvay László – Müller Péter Sziámi: Vörös és fekete... Altamira gróf, spanyol menekült
- Joe Darion – Mitch Leigh – Dale Wasserman: La Mancha lovagja... Tenorio, öszvérhajcsár
- Leonard Bernstein: West Side Story... Snowboy
- Horváth Péter – Presser Gábor – Sztevanovity Dusán: A padlás... Üteg, a Detektív másik balkeze; Robinson, a Gép
- Lehár Ferenc: Luxemburg grófja... Boulanger
- Szilágyi László – Huszka Jenő: Erzsébet... János
- Szente Vajk – Galambos Attila – Bolba Tamás: Meseautó... Józsi, sofőr
- Grimm fivérek – Baráthy György: Hófehérke... Tudor
- Hans Christian Andersen – Jevgenyij Lvovics Svarc: Hókirálynő... Klausz herceg
- Erich Kästner – Novák János – Béres Attila: A két Lotti... Fényképész
- Gianni Rodari – Kemény Gábor – Thuróczy Katalin: Hagymácska... Pőre Póré
- Scheer Katalin: Nefelé... Horgó
- Felhőfi Kiss László: Ellopott holdfény... Kárló
- Fésűs Éva: Ajnácska... Málémukk herceg (vagy Máléjankó)
- Lázár Ervin: A kisfiú meg az oroszlánok... Bohóc
- Lázár Ervin: A négyszögletű kerek erdő... Mikkamakka

## Filmek, tv
- Csocsó, avagy éljen május elseje! (2001)
- Limonádé (televíziós sorozat, 2002–2003) ... BB
- Molnár Ferenc: Játék a kastélyban (színházi előadás tv-felvétele, 2011)
- Doktor Balaton (2022) ...nyomuló orvos

## Díjai, elismerései
- Nózi-díj (2007) – legjobb csoportos szereplő [1]